# Колина-Белведере (Болоња)
Колина-Белведере (итал. Collina-Belvedere) је насеље у Италији у округу Болоња, региону Емилија-Ромања.
Према процени из 2011. у насељу је живело 18 становника. Насеље се налази на надморској висини од 692 м.